# Golf als Jocs Olímpics
El golf és un esport que formà part del programa oficial dels Jocs Olímpics en dues edicions, en els Jocs Olímpics d'Estiu de 1900 disputats a París (França) i en els Jocs Olímpics d'Estiu de 1904 disputats a Saint Louis (Estats Units d'Amèrica). Aquest esport es convertí en el primer a acceptar dones en la seva edició de 1900, si bé en l'edició de 1908 únicament se celebraren dues competicions masculines.
En la reunió del Comitè Olímpic Internacional (COI) celebrada a Copenhaguen el 2009 fou acceptat novament per formar part de la competició oficial, que es feu efectiu als Jocs Olímpics de 2016 celebrats a Rio de Janeiro (Brasil).

## Programa
| Edició             | 00 | 04 | 1908-2012 | 2016 | 2020 | Anys |
| Individual masculí | •  | •  | -         | •    | •    | 4    |
| Individual femení  | •  | -  | -         | •    | •    | 3    |
| Equips masculins   | -  | •  | -         | -    | -    | 1    |

## Medaller
| Posició | País            | Or | Plata | Bronze | Total |
| 1       | Estats Units    | 5  | 3     | 5      | 13    |
| 2       | Regne Unit      | 1  | 1     | 1      | 3     |
| 3       | Canadà          | 1  | 0     | 0      | 1     |
| 3       | Corea del Sud   | 1  | 0     | 0      | 1     |
| 5       | Nova Zelanda    | 0  | 1     | 1      | 2     |
| 6       | Eslovàquia      | 0  | 1     | 0      | 1     |
| 6       | Japó            | 0  | 1     | 0      | 1     |
| 6       | Suècia          | 0  | 1     | 0      | 1     |
| 9       | R.P. de la Xina | 0  | 0     | 1      | 1     |
| 9       | Xina Taipei     | 0  | 0     | 1      | 1     |
| Total   | Total           | 8  | 8     | 9      | 25    |

## Medallistes més guardonats

### Categoria masculina
| Nom            | CON          | Anys | Or | Plata | Bronze | Total |
| Chandler Egan  | Estats Units | 1904 | 1  | 1     | 0      | 2     |
| Burt McKinnie  | Estats Units | 1904 | 0  | 1     | 1      | 2     |
| Francis Newton | Estats Units | 1904 | 0  | 1     | 1      | 2     |

### Categoria femenina
| Nom      | CON          | Anys      | Or | Plata | Bronze | Total |
| Lydia Ko | Nova Zelanda | 2016-2020 | 0  | 1     | 1      | 2     |

## Llista de medallistes

### Programa actual

#### Categoria masculina

##### Individual masculí
| Edició         | Or                                   | Argent                               | Bronze                               |
| 1900 París     | Charles Sands                        | Walter Rutherford                    | David Robertson                      |
| 1904 St. Louis | George Lyon                          | Chandler Egan                        | Burt McKinnie                        |
| 1904 St. Louis | George Lyon                          | Chandler Egan                        | Francis Newton                       |
| 1908-2012      | No fou inclòs en el programa olímpic | No fou inclòs en el programa olímpic | No fou inclòs en el programa olímpic |
| 2016 Rio       | Justin Rose                          | Henrik Stenson                       | Matt Kuchar                          |
| 2020 Tòquio    | Xander Schauffele                    | Rory Sabbatini                       | Pan Cheng-tsung                      |

#### Categoria femenina

##### Individual femení
| Edició      | Or                                   | Argent                               | Bronze                               |
| 1900 París  | Margaret Ives Abbott                 | Pauline Whittier                     | Daria Pratt                          |
| 1904-2012   | No fou inclòs en el programa olímpic | No fou inclòs en el programa olímpic | No fou inclòs en el programa olímpic |
| 2016 Rio    | Inbee Park                           | Lydia Ko                             | Shanshan Feng                        |
| 2020 Tòquio | Nelly Korda                          | Mone Inami                           | Lydia Ko                             |

### Programa eliminat

#### Categoria masculina

##### Equips masculins
| Edició         | Or | Argent | Bronze |
| 1904 St. Louis | Estats UnitsRobert Hunter · Chandler Egan · Kenneth Edwards · Clement Smoot · Walter Egan · Daniel Sawyer · Edward Cummins · Mason Phelps · Nathaniel Moore · Warren Wood | Estats UnitsAlbert Lambert · Stuart Stickney · Burt McKinnie · William Stickney · Ralph McKittrick · Frederick Semple · Francis Newton · Henry Potter · John Cady · John Maxwell | Estats UnitsDouglass Cadwallader · Allen Lard · Jesse Carleton · Simeon Price · Harold Weber · John Rahm · Arthur Hussey · Orus Jones · Harold Fraser · George Oliver |